# Gnaphosa serzonshteini
Gnaphosa serzonshteini – gatunek pająka z rodziny worczakowatych. Endemit Mongolii.

## Taksonomia
Gatunek ten opisany został po raz pierwszy w 2017 roku przez Jurija Marusika i Aleksandra Fomiczewa na łamach „Zootaxa” pod nazwą Gnaphosa zonsteini, która to okazała się być młodszym homonimem i jeszcze w tym samym roku przez tych samych autorów zmieniona został na G. serzonshteini. Jako lokalizację typową wskazano dolinę Bodoncz golu na południowy wschód od Ałtaju w ajmaku kobdoskim na zachodzie Mongolii. Epitet gatunkowy nadano na cześć Siergieja Zonsteina.
G. serzonshteini tworzy grupę spokrewnionych gatunków z G. esyunini, G. khovdensis i G. rasnitsyni.

## Morfologia
Samiec ma ciało długości od 6,2 do 8,3 mm, a samica 12,3 mm. Ciemnobrązowy karapaks samca ma od 3 do 3,7 mm długości i od 2,3 do 2,9 mm szerokości. Jaśniejszy karapaks samicy ma 4,4 mm długości i 3,3 mm szerokości. U obu płci karapaks ma czarniawe krawędzie i dwa ciemniejsze paski na części głowowej. Szczękoczułki są ciemnobrązowe. Barwa wargi dolnej, szczęk i sternum jest ciemnobrązowa. Nogogłaszczki i odnóża są brązowe. U samca opistosoma (odwłok) jest z wierzchu ciemnoszara do prawie czarnej, a od spodu żółtoszara, u samicy natomiast jest ona jednobarwnie brudnożółta; u obu płci kądziołki przędne są szare. Płytka płciowa samicy odznacza się diamentokształtnym dołkiem z parą wyraźnie odciętych nabrzmiałości, szerszym niż dłuższym i na tylnej krawędzi wklęśniętym trzonkiem z rozciągniętymi kieszonkami oraz skierowanymi ku górze główkami zbiorników nasiennych. Nogogłaszczki samca mają goleń o prawie tak długiej jak ona i spiczasto zakończonej apofizie, dużą i hakowatą apofyzę medialną oraz długi, nitkowaty embolus z silnym, przednio-bocznie skierowanym kolcem u podstawy i bez piłkowania na przednio-bocznej krawędzi.

## Ekologia i występowanie
Pająk znajdywany w lasach galeriowych (tugaju) na rzędnych 1280 m n.p.m.
Gatunek palearktyczny, znany jest tylko z miejsca typowego w Mongolii.